# Bindvävsmassage
Bindvävsmassage är en massage som anses lossa på den bindväv som vuxit fast, vilket kan vara en ganska plågsam behandling. Bindvävsmassage anses öka blodcirkulationen, göra huden mer flexibel och få kroppen att släppa på spänningar och värk. Eventuell effekt av bindvävsmassage är ej vetenskapligt fastställd.
År 2023 konstaterade Statens beredning för medicinsk och social utvärdering (SBU) att forskning på bindvävsmassage var en av de mest prioriterade forskningsfrågorna gällande behandling av lipödem.